# Veele
Veele is een plaats in de gemeente Westerwolde in de provincie Groningen. Veele telde in 2010 220 inwoners.

## Geografie
Het dorp ligt in het noorden van de gemeente, waar de weg van Ter Apel naar Winschoten, de N976 het Mussel-Aa-kanaal kruist. Iets ten westen van het plaatsje stroomt de Ruiten-Aa, die vermoedelijk in de middeleeuwen deels gekanaliseerd werd tot het Westerdiep, een naam die later werd vervangen door Ruiten Aa. Vlak boven Veele vloeit dit gekanaliseerde deel van de Ruiten Aa samen met het Veelerdiep en stroomt dan verder als de Westerwoldse Aa. 

## Geschiedenis
Het dorp werd gesticht op een zandhoogte langs de Ruiten Aa. Bij het dorp hoorden de Westeresch in het noordwesten, de Zuideresch in het zuiden (later doorsneden door het Mussel Aa-kanaal) het lager gelegen weidegebied Koebroek in het noorden en het onontgonnen Veelerveld in het oosten, aan oostzijde van het Veelerdiep. Ten zuiden van de Westeresch stroomt de Oude Loo.
De eerste tekenen van bewoning zijn een aantal graven met potten op de Westeresch uit de 7e of 8e eeuw.
Veele behoorde tot het kerspel Vlagtwedde. Het wordt in 1475 genoemd als Veille, sinds 1634 als Veele. In de Prophecye van Jarfke uit 1597 wordt de Veelermarke (Voeler Marckt) genoemd. De naam Veele kan komen van vaal = bleek of van felewa = wilg. 
Het dorp kreeg in de 13e eeuw een eigen marke die destijds vermoedelijk uit 14 erven bestond. In 1569 waren dit er nog 11. In 1830 en 1846 werd de marke verdeeld. Er waren toen 46 waardelen. Begin 20e eeuw werd het gebied verveend. Het westelijke deel van de voormalige marke werd in de jaren 1950 ruilverkaveld. Het gebied rond de Ruiten-Aa werd in de jaren 1990 heringericht in het kader van de ecologische hoofdstructuur.
Bij het dorp stond vroeger ter hoogte van Wedderstraat 54 de Lugtenborgh (in de 18e eeuw ook 'Klein Piccardië' genoemd). Dit huis komt voor vanaf 1690 en werd in 1897 iets zuidelijker herbouwd als boerderij Luchtenborg. Deze boerderij werd verwoest bij de bevrijding van 1945.
De oude brug over het kanaal is vernoemd naar een Belgische parachutist Philippe Rolin, die hier samen met twee andere Belgische parachutisten omkwam bij de bevrijding van de plaats in april 1945. Bij de brug staat een oorlogsmonument.
Van 1977 tot 1981 woonde politicus en politiek activist Roel van Duijn in Veele.
Te Veele zijn de werkplaatsen van het waterschap Hunze en Aa's gevestigd. 

## Geboren
- Georg Steinfelder (1914-1945), landarbeider en verzetsstrijder